# Riot grrrl
Рајот грл (енгл. Riot grrrl) је андерграунд феминистички панк рок покрет првобитно настао почетком 1990-их у Вашингтону и Пацифичком северозападу САД-а, посебно засупљен у градовима Олимпија (Вашингтон) и Портланд (Орегон). Често се повезује са феминизмом трећег таласа, а неки га наводе као почетну тачку овог покрета. Такође га описују као музички жанр који се изродио из инди рока, док је панк сцена послужила као инспирација за настанак музичког правца у коме би жене добиле прилику да се изразе на исти начин на који су се изражавали и мушкарци у протеклих неколико година.
Текстови бендова који припадају овом музичком жанру често се баве темама као што су силовање, насиље у породици, сексуалност, расизам, патријархат и женско оснаживање. Значајни представници овог правца су бендови , као и квиркор музичке групе Team Dresch и The Butchies.
Поред музичког жанра, под термином рајот грл такође је обухваћена супкултура чија су основна обележја практиковање концепта „уради сам“, објављивање публикација које су познате под називом „зин“, одржавање састанака, подржавање и организовање жена које се баве музиком, као и специфични облици уметности, политичких акција и активизма.